# Pusté Sady
Pusté Sady és un poble i municipi d'Eslovàquia que es troba a la regió de Trnava, a l'oest del país.

## Història
La primera menció escrita de la vila es remunta al 1352.

## Demografia
| Godina             | 1994 | 2004   | 2014   | 2024   |
| ------------------ | ---- | ------ | ------ | ------ |
| Nombre de persones | 610  | 622    | 583    | 601    |
| Diferència         |      | +1,96% | −6,27% | +3,08% |

| Godina             | 2023 | 2024   |
| ------------------ | ---- | ------ |
| Nombre de persones | 612  | 601    |
| Diferència         |      | −1,79% |